# Анаис Шааф
Анаис Шааф (на испански: Anaïs Schaaff) е каталонска сценаристка, продуцентка и писателка на произведения в жанра научна фантастика.

## Биография и творчество
Анаис Шааф е родена на 13 март 1974 г. в Барселона, Испания. Дъщеря е на режисьора и писател Серги Шааф и актрисата Ангелс Мол. Има сестра Абигейл, която е режисьор. Получава диплома по хуманитарни науки от Университета Помпеу Фабра в Барселона и посещава драматургичните курсове на Санчис Синистера. След това учи сценична режисура и драматургия в Театралния институт на Барселона.
През 2000 г., заедно с Ана Лопарт, създават театралната компания „Postfestum“, с която създават пиесите „Un dia després“ (2000), „L'home res“ (2002) и „Pathétique“ (2003), с които обикалят Каталония, Валенсия и Балеарските острови. Сътрудничи и като съсценарист и асистент-режисьор в продукцията „Класна стая за театрални постановки“ на UPF, сценарист към конкурса „Научете и спечелете“ и детската програма „Los Lunnis“ на канал TVE-la 2.
През 2004 г. се включва към екипа на телевизионния сериал „Ventdelplà“, където се запознава с братята Хавиер Аливарес и Пабло Оливарес.
През 2013 г. заедно с братята Оливарес създават телевизионната продуцентска компания Cliffhanger TV, в която тя е творчески директор. С нея те правят телевизионния сериал „Министерство на времето“.
По сериала е първият ѝ роман „Министерството на времето“ публикуван през 2016 г. в съавторство с Хавиер Паскуал. В епохата на Католическите крале евреин издава тайната на „порталите на времето“ и оттогава в Испания съществува тайна организация, която се занимава със „защита на времето“. Тя е подчинена на правителството и в нея работят най-обикновени чиновници от различни векове. Романът е смесица от исторически факти и алтернативна история в различни епохи и известни исторически личности.

## Произведения

### Серия „Министерството на времето“ (El Ministerio del Tiempo)
1. El tiempo es el que es (2016) – с Хавиер Паскуал
Министерство на времето [времето е това, което е], изд.: „Смарт букс“, София (2017), прев. Любка Славова
2. Tiempo de Gloria – с Хавиер Оливарес и Пабло Оливарес

### Екранизации
- 2003 Los Lunnis – ТВ сериал, автор
- 2005 – 2010 Ventdelplà – ТВ сериал, 108 епизода – история и текст
- 2011 – 2012 Isabel – ТВ сериал, 12 епизода
- 2014 Víctor Ros – ТВ сериал, 1 епизод
- 2011 – 2014 Kubala, Moreno i Manchón – ТВ сериал, 39 епизода – идеи, история и текст
- 2016 La sonata del silencio – ТВ сериал, 2 епизода
- 2015 – 2017 El ministerio del tiempo – ТВ сериал, 17 епизода, и асоцииран продуцент
- 2017 Si fueras tú – ТВ минисериал, 8 епизода